# Лицарі пустелі
Лицарі пустелі (італ. I cavalieri del deserto ) — італійський пригодницький фільм 1942 року режисерів Джіно Таламо та Освальдо Валенті. У ньому зіграли Валенті, Луїза Феріда та Луїджі Павезе. Фільм знятий за романом Еміліо Сальгарі за сценарієм Федеріко Фелліні та Вітторіо Муссоліні, сина італійського диктатора Беніто Муссоліні. Він був виготовлений римською ACI, якою керував Вітторіо Муссоліні. Валенті і Феріда були романтично пов’язані, вони разом знялися в кількох фільмах.
Знімання фільму відбувалося в Лівії, до того, як північноафриканська кампанія рішуче обернулася проти Італії та її союзників. Фелліні, можливо, був режисером деяких лівійських сцен після того, як Джино Таламо був поранений в автомобільній аварії. Зрештою, фільм так і не вийшов через поразки в Лівії, що означало, що його сюжет тепер був потенційною незручністю для режиму.

## Актори
- Освальдо Валенті в ролі Il capitano Serra
- Луїза Феріда — Ара
- Луїджі Павезе — Ель-Бурні
- Гвідо Челано
- П'єро Луллі
- Ермініо Спалла
- Прімо Карнера